# Samuel Alfred Mitchell

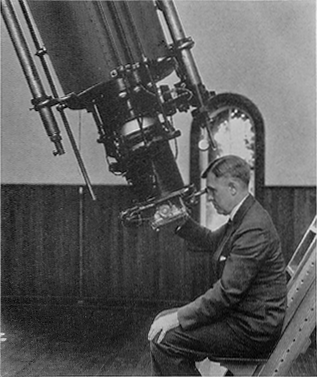
Samuel Alfred Mitchell en el Observatorio McCormick.

Samuel Alfred Mitchell (Kingston, (Ontario, Canadá), 29 de abril de 1874-Bloomington, Indiana, 22 de febrero de 1960) fue un astrónomo canadiense investigador de eclipses solares, creador de una técnica fotográfica para determinar la distancia a estrellas en el Observatorio McCormick, del cual era director.

## Juventud
Mitchell, nacido en Kingston, Ontario, hijo de John Cook and Sarah Chown Mitchell, fue el sexto de diez hijos en la casa Mitchell. A los doce años, estudió en el Kingston Collegiate Institute. Luego, fue a la Universidad de Queen, donde recibió un máster en matemáticas en 1894. En la universidad, adquirió conocimientos de las técnicas de observatorios astronómicos, debido a que era el encargado de los instrumentos astronómicos de la institución. 
En 1895, gracias a la motivación que recibía de su profesor de matemáticas, Nathan Dupuis, ingresó en la universidad The Johns Hopkins University para estudiar matemáticas con el maestro Simon Newcomb, sólo para encontrarse con la sorpresa de que Newcomb se había retirado. Thomas Craig era el nuevo maestro de matemáticas, y Mitchell también comenzó a estudiar con Charles Lane Poor, el nuevo jefe de astronomía. Poor era un profesor excelente y Mitchell se inclinó a continuar con la astronomía desde ese momento. Mitchel fue premiado con una beca de astronomía en su segundo año en JHU y continuó hasta que recibió el PhD en 1898 con su tesis publicada en el Astrophysical Journal, que incluía una discusión de la suma de astigmatismo de una rejilla cóncava. Mientras en Hopkins, sus obligaciones consistían en cuidar de los instrumentos del tránsito astronómico y los relojes en el pequeño observatorio detrás del laboratorio de física y los refractores de 9.5 pulgadas en la cúpula del techo del laboratorio.

## Observatorio Yerkes
Continuó recibiendo sus cursos doctorales, Mitchell fue propuesto para el nuevo Observatorio Yerkes en Wisconsin, donde empezó a trabajar como estudiante investigador en 1898. Aunque disfrutaba de su trabajo en Yerkes, fue atraído para irse y convertirse en profesor de astronomía en la Universidad de Columbia en junio de 1899. Ese diciembre se casó con Milly Gray Dumble, la hija del profesor E.T. Dumble que estaba por entonces en el State Geologist de Texas. Sobre el décimo cuarto año en Columbia, Mitchell impartió cursos a no graduados en astronomía descriptiva en Columbia y después para mujeres del Barnard College, un curso después en geodesia para estudiantes de tercer año, que continuó en el primer semestre del cuarto curso y un curso de verano de seis semanas para ingenieros civiles.

## Trabajo sobre eclipses
En 1900, tomó parte en lo que sería su primera de diez expediciones investigadoras de eclipses. El 28 de mayo de 1900 estuvo en un eclipse en Griffin (Georgia) con el Observatorio Naval de los Estados Unidos. Mitchell se convirtió en una autoridad de renombre mundial en eclipses solares a través de sus numerosas expediciones, incluyendo viajes a: Sawah Loento, Sumatra en las Antillas Neerlandesas (18 de mayo de 1901), Daroca en España (30 de agosto de 1905), Baker (Oregón) (8 de junio de 1918, San Diego (California) (10 de septiembre de 1923), Observatorio Van Vleck en Middletown (Connecticut) (24 de enero de 1925), Fagernas en Noruega (29 de junio de 1927), Niuafoou o Isla "Tin-Can" en Tonga en el Océano Pacífico Sur (22 de octubre de 1930), Magog (Quebec) en Canadá (31 de agosto de 1932) y la Isla Kanton en Kiribati el (8 de junio de 1937), esta vez como el líder científico de una expedición del National Geographic Society. Un artículo titulado "El espectáculo más dramático de la Naturaleza" por Mitchell apareció en la edición de septiembre de 1938 de la National Geographic Magazine. Estas diez expediciones le permitieron escribir "Eclipses de Sol", resumiendo su trabajo en el espectro de los rayos solares, publicado en 1923 y producido a través de cinco ediciones (la quinta edición en 1951). En el eclipse de 1918 de Oregón y en el de Connecticut de 1925, Mitchell estaba acompañado por el artista Howard Russell Butler (1856-1934), cuyos dibujos de eclipses totales han adornado el Planetario Hayden del Museo Americano de Historia Natural durante muchos años.

## Investigación sobre paralajes
Mitchell volvió a Yerkes en los veranos de 1909, 1910 y 1911 y durante 15 meses sabáticos en 1912 y 1913. Frank Schlesinger fue el primero en demostrar la técnica de los paralajes estelares fotográficamente en Yerkes en 1905, y Mitchell (junto con Frederick Slocum) llevó la investigación de aplicación de la técnica, publicando sus resultados en 1913. En ese momento, le ofrecieron ser director en el Observatorio Leander McCormick en la Universidad de Virginia. Mitchell invirtió mucho de su tiempo como director para obtener fondos para mantener el observatorio y pagarle al equipo docente y a los estudiantes graduados. Mitchell empezó a utilizar chapas fotográficas con el refractor visual de 26 pulgadas poco después de su llegada a la Universidad de Virginia. Llegó a ser muy conocido por su trabajo en los paralajes estelares y en fotometría. El Dr. Mitchell era admirado por facultativos y estudiantes por partes iguales, conocido por ayudar a dar prestigio a la Universidad.

## Distinciones
Mitchell fue elegido Director Emérito en 1945 con una riqueza de honores académicos y científicos atribuidos a él. Fue miembro de las siguientes sociedades:Academia Nacional de Ciencias de Estados Unidos (elegido en 1933, elegido al consejo en 1940, premio James Craig Watson en 1948), Asociación Americana para el Avance de la Ciencia (Vicepresidente en 1921), Sociedad Astronómica Americana (Vicepresidente 1925-1927), Royal Astronomical Society (miembro y asociado), Unión Astronómica Internacional (presidente de la Comisión de Eclipses Solares y de la Comisión en aralax Estelares y Movimientos Propios), Asociación Americana de Profesores Universitarios (presidente del Comité A de Libertad Académica y Tenencia), la American Philosophical Society y la American Academy of Arts and Sciences.

## Familia
El hijo de Mitchell, Allan C. G. Mitchell (1902-1963), fue jefe del departamento de física de la Universidad de Indiana en el periodo 1938-1963 y fue pionero en la creación de las Instalaciones del IU Ciclotrón en 1941 (uno de los primeros en el mundo). 
La nieta de Mitchell es la economista Alice Rivlin.
- Datos: Q2559671
- Multimedia: Samuel Alfred Mitchell / Q2559671